# In Wien – The Song Maker
In Wien – The Song Maker ist das Livealbum des deutschen Liedermachers Reinhard Mey zu der Das-Haus-an-der-Ampel-Tournee 2022.

## Inhalt
Die beiden CDs enthalten alle 22 Titel der Konzerte. Zehn Lieder waren bereits auf der CD Das Haus an der Ampel enthalten. Hinzu kommen zwölf Lieder aus Meys Repertoire: Als Einstieg wählt er Ich wollte wie Orpheus singen, um mit Spielmann fortzufahren. Er endet mit Gute Nacht, Freunde und dem instrumentalen Ausklang Mr. Lee.
Als Bonustrack ist das Lied The Song Maker als Studioaufnahme enthalten, das Meys Schwiegersohn, der kanadische Singer-Songwriter Matthew Pearn, ihm gewidmet und zum Tourneeabschluss präsentiert hat.

## Produktion
Die Aufnahmen entstanden während der „Das Haus an der Ampel“-Tournee 2022. Von allen 16 aufgenommenen Konzerten der Tour wählte Mey das letzte, Wiener Konzert für die CD-Veröffentlichung aus. Die Tourneeleitung hatte Sali Aydin von sali-Konzerte.de.
Produzent war Manfred Leuchter. Die Liveaufnahmen übernahm Michael Mainz (MX Music).
Die Fotos der Tour stammen von Sali Aydin, Hella Mey, Victoria-Luise Mey und Matthew Pearn. Die Gestaltung der CD übernahm Robert Schurtzmann.

## Titelliste
CD 1:
1. Ich wollte wie Orpheus singen – 6:10
2. Spielmann – 6:08
3. Das Haus an der Ampel – 11:55
4. In Wien – 6:11
5. Alter Freund – 4:51
6. Glück ist, wenn du Freunde hast – 5:35
7. Die erste Stunde – 3:46
8. Dann mach’s gut – 6:17
9. Wir haben jedem Kind ein Haus gegeben – 5:36
10. Häng dein Herz nicht an einen Hund – 4:07

CD 2:
1. Ich liebe es, unter Menschen zu sei – 10:20
2. Dieter Malinek, Ulla und ich – 5:45
3. Weißt du noch, Etienne? – 6:39
4. Der Vater und das Kind – 4:26
5. Ich liebe dich – 4:15
6. Männer im Baumarkt – 6:25
7. Zimmer mit Aussicht – 4:38
8. Gerhard und Frank – 6:12
9. Was will ich mehr – 5:02
10. Über den Wolken – 4:08
11. Viertel vor sieben – 6:03
12. Gute Nacht, Freunde / Ausklang Mr. Lee – 4:30
13. The Song Maker – 3:22 (Matthew Pearn)

## Charts und Chartplatzierungen
| ChartsChartplatzierungen | Höchstplatzierung | Wochen |
| ------------------------ | ----------------- | ------ |
| Deutschland (GfK)        | 3 (5 Wo.)         | 5      |
| Österreich (Ö3)          | 3 (3 Wo.)         | 3      |
| Schweiz (IFPI)           | 8 (1 Wo.)         | 1      |

## Trivia
- Wie bereits auf der CD Mr. Lee Live platziert Mey seine Ansagen jeweils am Ende des vorangegangenen Liedes, so dass sie gegebenenfalls übersprungen werden können.
- Das Booklet enthält neben einem Vorwort und den Tourneedaten zahlreiche Fotos, vorwiegend aus den verschiedenen Auftrittssälen und Garderoben.
- Außerdem findet sich eine Aufnahme vor der Ankündigung zu seinem ersten Konzert in Wien 1970 – gegenübergestellt der Begrüßungsbildschirm des Hotels mit seinem Foto zu seiner aktuellen Tour.
- Zu Beginn des Konzerts ist die Ansage von Meys Tochter Victoria zu hören, nach der Aufnahmen aller Art untersagt sind.
- Als Gedächtnisübung nennt Mey dem Publikum die Tourneestationen. Da er in Wien vergaß, Hannover zu erwähnen, nennt er es auf Seite 3 des Booklets.